# Жабрев, Иван Андреевич
Ива́н Андре́евич Жа́брев (26 апреля 1898, город Устюжна Вологодской губернии, теперь Вологодской области — расстрелян 22 февраля 1939) — советский деятель органов государственной безопасности, депутат Верховного Совета УССР 1-го созыва. Член Ревизионной комиссии ЦК КП(б) в 1938 г. Депутат Верховного Совета СССР 1-го созыва.

## Биография
Родился в семье рабочего-металлиста. В 1912 г. окончил 4 класса приходского училища, Устюжна. В 1916 г. окончил 4 класса высшего начального училища, Устюжна. В 1916 г. окончил 4-месячные курсы телеграфистов, Устюжна.
В ноябре 1916 — марте 1918 г. — телеграфист почтово-телеграфной конторы в Устюжне. В марте — сентябре 1918 г. — работал агентом конных станций в городе Череповце, сотрудником для поручений Череповецкого округа связи, председателем рабочей кооперации почтово-телеграфной конторы в Устюжне, заведующим почтовым отделением в с. Персидское.
В августе 1918 года вступил в РКП(б).
С сентября 1918 до сентября 1919 г. — заведующий организационным отделением Череповецкого губернского отдела почты и телеграфа. В сентябре — октябре 1919 г. — член Коллегии Череповецкого губернского продовольственного отряда. В октябре 1919 — мае 1920 г. — начальник 4-го заградительного отряда Петроградского укрепленного района, телеграфист и военный комиссар батальона экспедиционного отряда штаба 7-й армии.
В мае — сентябре 1920 г. — уполномоченный Политбюро ЧК Устюженского уезда. В сентябре 1920 — мае 1921 г. — секретарь Политбюро ЧК Устюженского уезда. В мае — октябре 1921 г. — уполномоченный Череповецкой губернской ЧК.
20.10.1921 — 15.11.1921 г. — уполномоченный Секретного отдела Ново-Николаевской губернской ЧК. В октябре 1921 — феврале 1922 г. — и. о. заместителя председателя Ново-Николаевской губернской ЧК.
15.11.1921 — .02.1922 г. — начальник агентурного отделения Ново-Николаевской губернской ЧК. 21.02.1922 — 11.03.1922 г. — начальник Секретного отдела Ново-Николаевской губернской ЧК. Был арестован, но вскоре освобожден из заключения. В 1922 — .10.1923 г. — уполномоченный Ново-Николаевского губернского отдела ГПУ по Черепановскому уезду. В октябре 1923—1924 г. — начальник регистрационно-статистического отдела Ново-Николаевского губернского отдела ГПУ. В 1924 — сентябре 1925 г. — начальник контрразведывательного отдела Ново-Николаевского губернского отдела ГПУ.
4.09.1925 — 16.12.1926 г. — начальник Секретно-оперативной части, заместитель начальника Омского окружного отдела ГПУ. 16.12.1926 — 1930 г. — начальник Бийского окружного отдела ГПУ. 1930 — .10.1930 г. — начальник Барнаульского окружного отдела ГПУ. 21.10.1930 — 14.05.1933 г. — начальник Барнаульского оперативного сектора ГПУ.
14.05.1933 — 10.07.1934 г. — начальник Секретно-Политического отдела Полномочного представительства ОГПУ по Западно-Сибирскому краю. 13.07.1934 — 16.08.1936 г. — начальник Секретно-Политического отдела Управления государственной безопасности Западно-Сибирского края. 16.08.1936 — 11.11.1936 г. — заместитель начальника УНКВД Курской области.
11.11.1936 — 14.03.1937 г. — начальник 1-го отделения Секретно-Политического (4-го) отдела Главного управления государственной безопасности НКВД СССР. 17.12.1936 — 25.12.1936 г. — помощник начальника Секретно-Политического отдела Главного управления государственной безопасности НКВД СССР. 25.12.1936 — 14.03.1937 г. — помощник начальника 4-го отдела Главного управления государственной безопасности НКВД СССР.
20.04.1937 — 7.07.1937 г. — начальник Гомельского городского отдела НКВД Белорусской ССР, начальник особого отдела 6-й кавалерийской дивизии БВО. 7.07.1937 — 22.11.1937 г. — начальник 3-го отдела Управления государственной безопасности НКВД Белорусской ССР и помощник народного комиссара внутренних дел Белорусской ССР. 22.11.1937 — 26.02.1938 г. — заместитель народного комиссара внутренних дел Белорусской ССР.
26.02.1938 — 17.11.1938 г. — начальник УНКВД Каменец-Подольской области. 26 июня 1938 года был избран депутатом Верховного Совета УССР 1-го созыва по Антонинскому избирательному округу № 2 Каменец-Подольской области. Арестован 17.11.1938 года. Приговорен Военной коллегией Верховного суда СССР 22.02.1939 к высшей мере наказания. Расстрелян. Не реабилитирован.

## Звание
- майор госбезопасности (8.01.1936)

## Награды
- орден Красной Звезды (19.12.1937)